# Myrtaspis syzygii
Myrtaspis syzygii är en insektsart som först beskrevs av Sadao Takagi 1985.  Myrtaspis syzygii ingår i släktet Myrtaspis och familjen pansarsköldlöss. Inga underarter finns listade i Catalogue of Life.